# カンフーレディ
カンフーレディは、山佐が2000年1月に発売したパチスロ機である。パネルには漢字表記で功夫淑女と書いてある。

## 概要
カンフーレディは一般的なAタイプのスペックの機種である。ビッグ、レギュラーの確率が高く、バランスも優れていた。また、ゲーム性も初心者にも分かりやすいもので、それでいてリーチ目も充実しており幅広い層に人気があった。
- ビッグ図柄に3連図柄の女性キャラクター「チーパオ」を採用している。頭・胴体・足に分かれていて、その3つがつながって配列されている。全リールに存在する。なお、このキャラクターは山佐ホームページで開催された「第１回ビッグデザインコンテスト」の入賞作品である。
- 7の3つ揃いかチーパオの胴体部分が3つ並ぶとビッグボーナス。ただし、チーパオの胴体部分は中段か下段一直線の形しか並ぶことはない。
- リーチ目は枠内チェリー4つや小役ハズレ型、小役のダイヤ型並びなど多数ある。また、チーパオの全身が止まればチャンス、2つのリールで止まればボーナス確定である。なお、左リールに全身チーパオが止まればその時点で確定である。
- チャンス目も充実しており、枠内チェリー3つや全身チーパオ1人などがある。
- チャンス予告機能としてレバーをオンしたときに投入枚数表示が光り出し、「テケテケ・・・」と音が鳴り出したらチャンス。この時はチャンス目であるチェリー枠内3つや全身チーパオ1人が出てもリーチ目になる。他にリプレイやひょうたんが揃ってもリーチ目。
- ボーナス成立時の約4分の1でLEDランプが光り、ボーナスを告知する。その光が高速に変化するとビッグボーナス確定。
- ビッグボーナス中は逆押しで所定の場所を狙うことによってリプレイはずしが可能。ただしLEDランプが高速で点滅した時は逆押しで全身チーパオをビタ押しで止める必要がある。なお、その場合は右リールで失敗しても中リール、中リールで失敗しても左リールと合計3回チャンスがある。

後継機種として4号機の大量獲得機『カンフーレツデン』『燃えよ!功夫淑女』、5号機のART機『燃えよ!功夫大戦』がある。

## 関連商品

### 音楽CD
- 『燃えよ!功夫淑女 最新パチスロサウンドトラック』（サイトロン・デジタルコンテンツ、2006年5月24日、SCDC-00525）